# Beejaghatta, Arkalgud
Beejaghatta là một làng thuộc tehsil Arkalgud, huyện Hassan, bang Karnataka, Ấn Độ.